# エリナー・リグビー
「エリナー・リグビー」（Eleanor Rigby）は、ビートルズの楽曲である。1966年8月に「イエロー・サブマリン」との両A面シングルとして発売され、同時発売された7作目のイギリス盤オリジナル・アルバム『リボルバー』にも収録された。レノン＝マッカートニー名義となっているが、主にポール・マッカートニーによって書かれた楽曲。全英シングルチャートでは第1位を獲得し、Billboard Hot 100では最高位11位を記録した。
本作は、ジョージ・マーティンがアレンジを手掛けた弦楽八重奏と、孤独な人々について歌われた物語調の歌詞により、これまでのポピュラー音楽の慣習とは異なるものとなっている。『オールミュージック』のリッチー・アンターバーガーは、「若者向けのロックバンドが、寄る辺のない孤独な老人の行く末について歌ったのは当時では珍しかった」としている。

## 背景
マッカートニーは、ピアノを弾きながら「エリナー・リグビー」のメロディを考え出した。楽曲の主人公の名前は、当初「Miss Daisy Hawkins（ミス・デイジー・ホーキンス）」という名前だった。シンガーソングライターのドノヴァンは、楽曲が完成する前にマッカートニーが現行のものとは異なる歌詞で演奏してくれたと明かしている。1966年にマッカートニーは、本作の作曲の経緯について「ピアノの前に座って考えてたら、『Daisy Hawkins picks up the rice in the church（デイジー・ホーキンスが教会で米を拾う）』という冒頭のフレーズが頭に浮かんできたんだ。何でかはわからないけど。でもそれ以上考えても浮かんでこなかったから、数日放っておいた。その次に浮かんできたのは『マッカートニー神父』と『孤独な人たち』。でもその時、父が靴下を繕ってる姿をみんなに想像されちゃうんじゃないかって心配になったんだ。父は愉快な男なのにね。だから電話帳をめくって『マッケンジー』という名前を拾ったんだ」と語っている。
なお、『マッケンジー神父』の名前について、ノースウィッチ・メモリアル・ホールで司会を担当したトミー・マッケンジーから採られたという説も存在している。
マッカートニーは、「エリナー」という名前について、映画『ヘルプ!』で共演した女優エリナー・ブロンから、姓のリグビーはマッカートニーがブリストルを散歩している際に見かけた会社の名前から思いついたことを明かしている。1984年にマッカートニーは「名前が好きだっただけ。自然な響きの名前を探していた。『エリナー・リグビー』はとても自然だと思ったよ」と語っている。
マッカートニーは、冒頭のフレーズを書いたのち、ケンウッドにあるジョン・レノンの自宅の音楽室で曲を完成させた。レノン、ジョージ・ハリスン、リンゴ・スター、そしてレノンの幼馴染であるピート・ショットンは、マッカートニーの演奏を聴いて、曲にアイデアを提供した。ハリスンは「Ah, look at all the lonely people」という冒頭のフレーズ、リンゴ・スターが「writing the words of a sermon that no one will hear」というフレーズを考え出した。マッカートニーは曲の結末を決められず、ショットンは「マッケンジー神父がエリナー・リグビーの葬儀を取り仕切る」という結末を提案した。レノンにアイデアを求めたが「手に負えない」と拒否されたため、ショットンが出したアイデアが採用された。
作詞について、レノンは1971年に「歌詞の半分以上を書いた」とし、1980年に「最初の一行はポールで、残りは、基本的にぼくのだ。ポールは、結婚式の最中の教会にいるエリナー・リグビーというメイン・テーマだけを持っていた。彼はこのテーマが手元にあって。手助けが必要なことを知っていながら、ぼくに詞をつけてくれとは頼まなかった。そのかわりに、あの時、『オイ、君たち、詞を書き上げちゃってくれよ』とぼくらに声をかけたんだ。EMIのどでかいスタジオ向こうで、録音をしたり、アレンジや、何か他の事をしながらね。その時、ぼくは、昔、電話工事をやっていたロードマネージャーのマル・エヴァンスと、そして後のロードマネージャーだがその頃は会計士見習だったニール・アスペノールといた。ポールは、この3人に向って（表記：ママ）そう声をかけたんだ。ものをそのへんにほうりなげるみたいなやり方をされて、ぼくはばかにされたような気がして、傷ついた。彼は実際はぼくに詞をつけてくれと言おうとしたんだけど、彼は、頼もうとしなかった。ぼくが頭にきたのは、末期の頃のポールのこういった無神経さなんだ。彼はとにかくそういう男だった」と主張しているが、ショットンはレノンの貢献を否定している。これについてマッカートニーは「ジョンにはいくつか言葉を助けてもらったけど、8割は僕が書いた」としている。

## ハーモニー
「エリナー・リグビー」は、ナチュラル・マイナーとして知られているエオリアンとドリアンの混合モードが使用された顕著な例となっている。キーはEマイナーに設定されており、EマイナーとCの2つのコードが使用されている。このスケールでは、♭3、♭6、そして♭7が使用されていて、ヴァースのメロディではドリアンモードで書かれている。

## 実在の人物

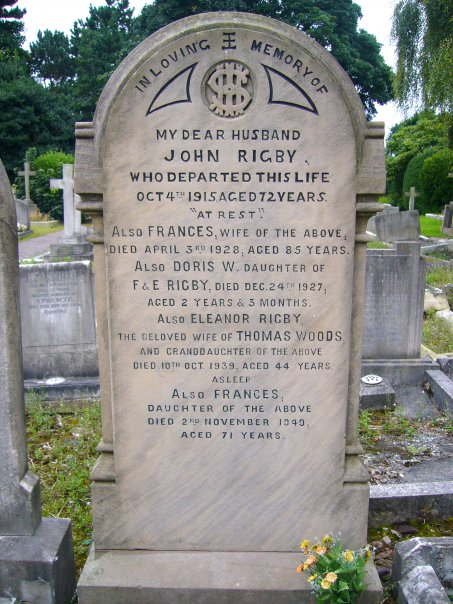
セント・ピーターズ教会の、ウールトン共同墓地にあるエリナー・リグビーの墓石

1980年代にリヴァプールのセント・ピーターズ教会のウールトン共同墓地にエリナー・リグビーの墓が発見され、そこから数ヤード離れたところに「マッケンジー」という名字が刻まれた墓石が発見された。なお、セント・ピーターズ教会は、レノンとマッカートニーが初めて出会った場所でもある。
マッカートニーは、潜在意識の記憶が呼び起こされた可能性があるとする一方で、2008年に実在するエリナー・リグビーの出生証明書がオークションにかけられた際に「エリナー・リグビーは、僕が作ったまったくの架空の人物」と説明している。
実在するエリナー・リグビーは、1895年8月29日にリヴァプールで生まれ、1930年12月26日にトーマス・ウッズという男性と結婚したのち、1939年10月10日に脳出血で死去している。この人物の墓石は、リヴァプールを訪れるビートルズのファンの聖地となっている。エリナー・リグビーの墓は、1995年にビートルズの新曲として発表された「フリー・アズ・ア・バード」のミュージック・ビデオにも登場する。
1990年6月にマッカートニーは、エリナー・リグビーが16歳の頃に署名した1911年の文書をサンビームズ・ミュージック・トラストに寄贈した。この文書は、2008年11月に競売に掛けられ、115,000ポンドで落札された。

## レコーディング
「エリナー・リグビー」においてメンバーは楽器を演奏しておらず、マッカートニーがリード・ボーカル、レノンとハリスンがハーモニー・ボーカルで参加したのみとなっている。本作では「イエスタデイ」と同様にストリングスのアンサンブルが使用され、ヴァイオリン4丁、ヴィオラ2丁、チェロ2台で構成される外部ミュージシャンによる弦楽八重奏となっている。スコアはプロデューサーのジョージ・マーティンが起こした。なお、「イエスタデイ」がレガートで演奏されていたのに対し、本作では主にスタッカートで演奏されている。マーティンは、ビブラートを使用したアレンジとビブラートを使用しないアレンジの2種類をレコーディングし、後者が使用された。1980年にレノンは、本作について「ポールの赤ちゃんで、その子育てを僕が手伝った。ヴァイオリンの伴奏はポールのアイデアだ。ジェーン・アッシャーがポールにヴィヴァルディを教えたんだ。とてもよかったね」と語っている。
1966年4月28日にEMIレコーディング・スタジオのスタジオ2で弦楽八重奏がレコーディングされ、4月29日と6月6日にスタジオ3でボーカルがオーバー・ダビングされて完成となった。マスターにはテイク15が採用された。

## リリース
「エリナー・リグビー」は、イギリスで1966年8月5日に「イエロー・サブマリン」との両A面シングルとして発売され、全英シングルチャートで4週連続首位を獲得した。アメリカでは1966年8月8日に発売されたが、当時のBillboard Hot 100では各面がチャートインする方式となっていたため、本作は最高位11位、「イエロー・サブマリン」は最高位2位を獲得した。なお、両面ともシングル盤と同時発売されたオリジナル・アルバム『リボルバー』にも収録された。
本作はグラミー賞にて3つの部門にノミネートされ、マッカートニーは1966年のグラミー賞の最優秀コンテンポラリー・ソロ・ヴォーカル・パフォーマンス賞ロック部門を受賞した。発売から30年後の1996年に発売された『ザ・ビートルズ・アンソロジー2』には、マーティンがアレンジを手掛けた弦楽八重奏のみの音源が収録された。
1968年に公開されたビートルズのアニメ映画『イエロー・サブマリン』では、表題曲に次いで2番目に登場する楽曲で、リヴァプールのシーンで使用されている。
マッカートニーは、1984年に公開された主演映画『ヤァ!ブロード・ストリート』でセルフカバーしており、交響曲「エリナーの夢」（Eleanor's Dream）とのメドレーとなっている。同作のサウントトラック・アルバムにも収録された。
1999年に発売された『イエロー・サブマリン 〜ソングトラック〜』にリミックスされたステレオ・ミックスが収録され、2006年に発売された『LOVE』や2015年版『ザ・ビートルズ1』には新たにリミックスされた音源が収録された。

## 評価や文化的影響

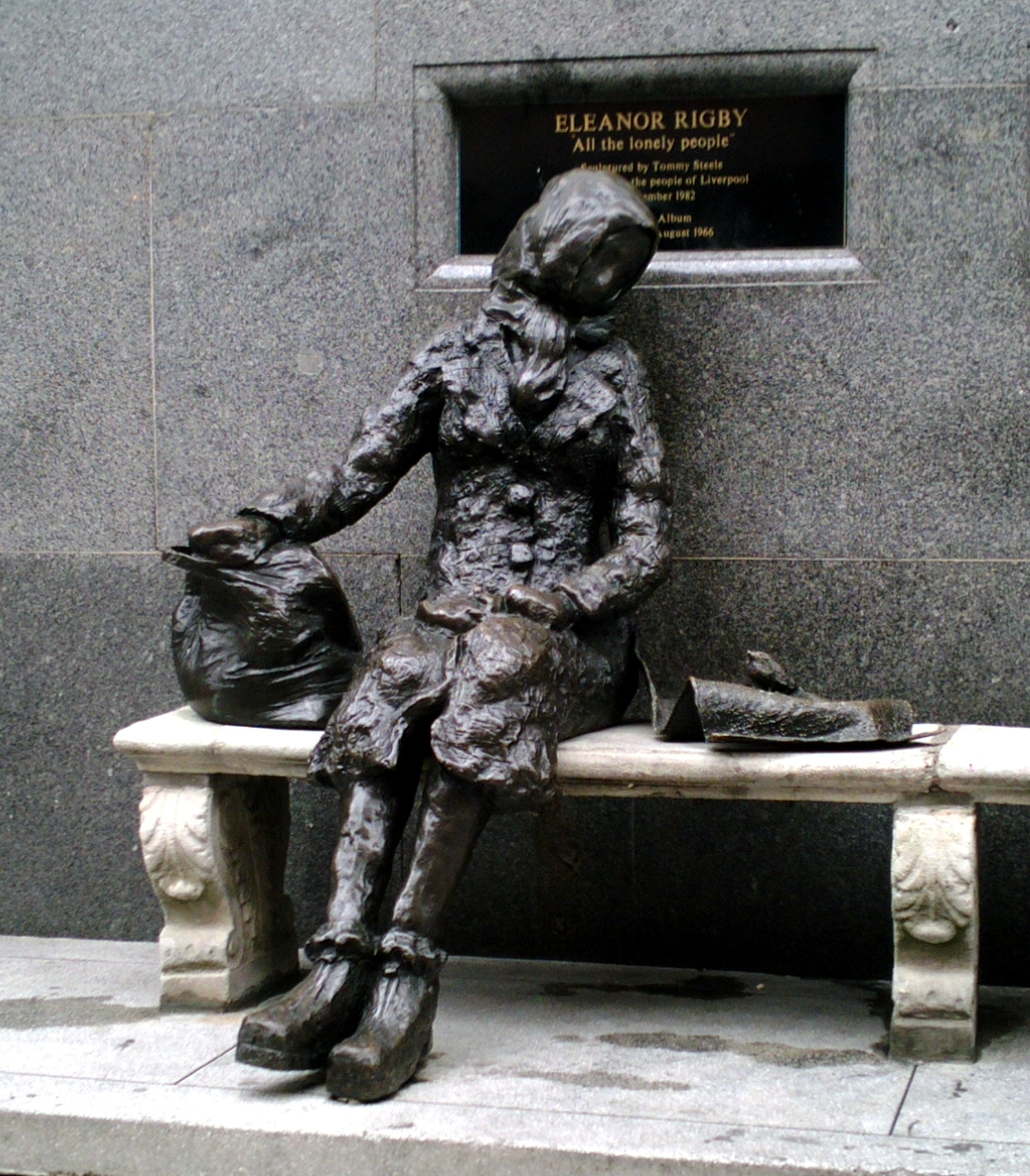
スタンリー通りのベンチに座ったエリナー・リグビーの銅像

「エリナー・リグビー」は、ライブ活動を中心としたバンドから、レコーディング・バンドへと変化する過渡期の作品の一つとなっている。1967年のインタビューでザ・フーのピート・タウンゼントは、作詞作曲の面で刺激を受けたとしている。
「エリナー・リグビー」は、孤独や死を扱った初のポップ・ソングで、音楽評論家のイアン・マクドナルドは「1966年のポップ・ソングのリスナーにかなりの衝撃を与えた」と評している。
イギリスのハワード・グッドールは、「ドリアンモードを使用した悲劇的なバラードのアーバンバージョン」と評している。
ビージーズのバリー・ギブは、1969年に発表したビージーズの楽曲「メロディ・フェア」は、本作に影響して書いた楽曲であると明かしている。1973年にダン・ピークによって書かれたアメリカの楽曲「ロンリー・ピープル」は、本作への楽観的な言及となっている。
ローリング・ストーンの選ぶオールタイム・グレイテスト・ソング500では138位にランクされている。
2017年9月11日、リヴァプール近郊のウォリントンで開催されたオークションに、マーティンの手書きによる本作のオリジナルスコアが出品された。

## クレジット
※出典
ビートルズ
- ポール・マッカートニー - リード・ボーカル、ハーモニー・ボーカル
- ジョン・レノン - ハーモニー・ボーカル
- ジョージ・ハリスン - ハーモニー・ボーカル

外部ミュージシャン
- トニー・ギルバート、シドニー・サックス、ジョン・シャープ、ユルゲン・ヘス - ヴァイオリン
- ステファン・シングルズ、ジョン・アンダーウッド - ヴィオラ
- デレック・シンプソン、ステファン・ランズベリー - チェロ
- ジョージ・マーティン - プロデュース、ストリングス編曲

## チャート成績
| チャート (1966年)               | 最高位 |
| ------------------------------- | ------ |
| ベルギー (Ultratop 50 Wallonia) | 1      |
| Canada Top Singles (RPM)        | 1      |
| オランダ (Dutch Top 40)         | 1      |
| オランダ (Single Top 100)       | 1      |
| ニュージーランド (Listener)     | 1      |
| UK シングルス (OCC)             | 1      |
| US Billboard Hot 100            | 11     |

| チャート (1986年)   | 最高位 |
| ------------------- | ------ |
| UK シングルス (OCC) | 63     |

| チャート (2010年)   | 最高位 |
| ------------------- | ------ |
| UK シングルス (OCC) | 94     |

## 認定
| 国/地域                          | 認定 | 認定/売上数 |
| -------------------------------- | ---- | ----------- |
| イギリス (BPI)                   | Gold | 400,000     |
| 認定のみに基づく売上数と再生回数 |      |             |

## カバー・バージョン
- ジョーン・バエズ - 1967年に発売されたアルバム『Joan』に収録[46]。
- ヴァニラ・ファッジ - 1967年に発売されたアルバム『キープ・ミー・ハンギング・オン』に収録[47]。
- ボビー・ジェントリー（英語版） - 1968年に発売されたアルバム『Local Gentry』に収録[48]。
- ウェス・モンゴメリー - 1967年に発売されたアルバム『ア・デイ・イン・ザ・ライフ』に収録[49]。
- ラリー・カールトン - 1968年に発売されたアルバム『With a Little Help from My Friends』に収録[50]。
- レイ・チャールズ - 1968年にシングル盤として発売。Billboard Hot 100で最高位35位[51]、全英シングルチャートで最高位36位を記録[52]。
- アレサ・フランクリン - 1969年にシングルとして発売。Billboard Hot 100で最高位17位を記録[53]。1971年3月のライブ録音は、同年5月に発売されたライブ・アルバム『アレサ・ライヴ・アット・フィルモア・ウェスト』に収録。
- ジョン・デンバー - 1970年に発売されたアルバム『Whose Garden Was This』に収録[54]。
- ナナ・ムスクーリ - 1974年に発売されたアルバム『Nana's Book Of Songs』に収録[55]。
- ウォルター・カーロス - 1975年に発売されたアルバム『By Request』に収録[56]。
- アドリアーノ・チェレンターノ - 1986年に発売されたアルバム『I miei Americani - Tre puntini 2』に収録。イタリア語でのカバーで、タイトルは「Ma come fa la gente sola」となっている。
- ペイン（英語版） - 2002年に発売されたアルバム『Nothing Remains the Same』に収録[57]。